# Arno Klare

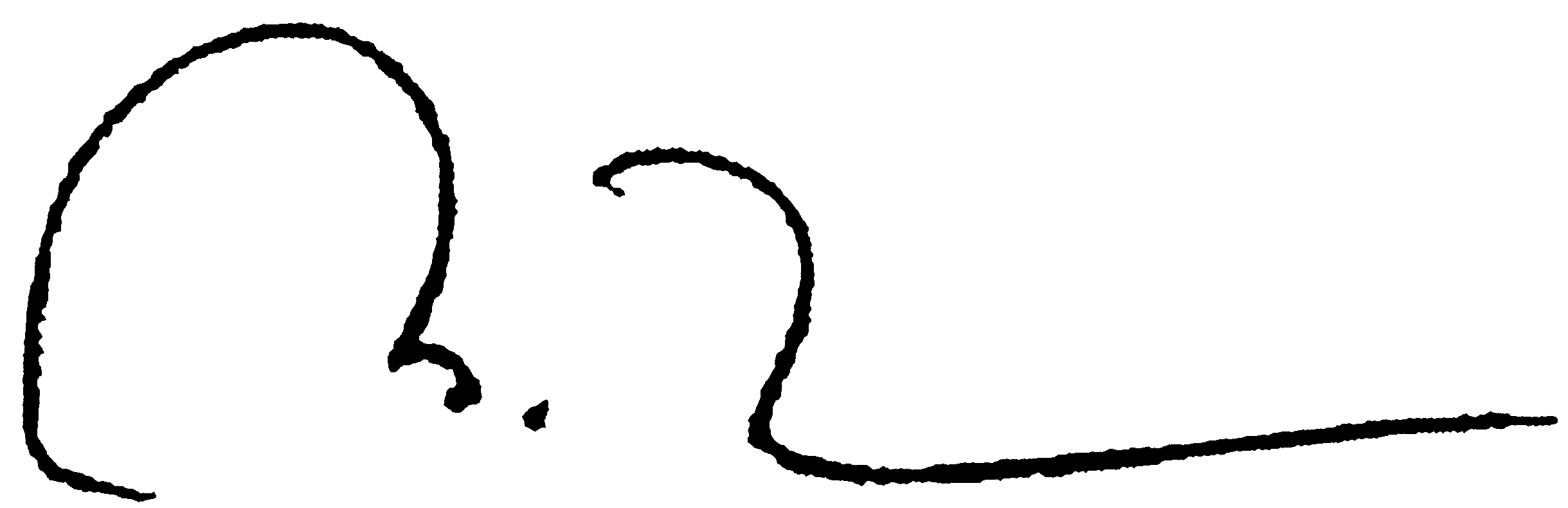
Unterschrift des Mitglieds des Deutschen Bundestages Arno Klare (SPD)

Arno Klare (* 1. Februar 1952 in Oberhausen) ist ein deutscher Politiker der SPD, Lehrer, und ehemaliges Mitglied des Deutschen Bundestags.

## Leben
Klare besuchte zunächst die Schladschule, eine Volksschule in Oberhausen, später die Karl-Broermann-Realschule (heute Anne-Frank-Schule). Auf dem heutigen Heinrich-Heine-Gymnasium erhielt er sein Abitur. Nach seinem eineinhalbjährigen Zivildienst bei der Evangelischen Markuskirchengemeinde studierte er Germanistik und Philosophie für das Lehramt an Gymnasien an der Ruhr-Universität in Bochum sowie in Duisburg. Sein Referendariat leistete er in Xanten ab, wo er später auch hinzog. Daraufhin war er als Lehrer an der Volkshochschule in Moers tätig, er leitete Hauptschulabschlusskurse für arbeitslose Jugendliche sowie in Deutsch als Fremdsprache. Des Weiteren leitete er das Lotte-Lemke-Weiterbildungswerk der Arbeiterwohlfahrt im Kreis Wesel.
Klare wohnt in Essen. Er ist seit dem Jahr 1974 verheiratet und kinderlos.

### Politik
Klare ist seit Anfang der 1970er Jahre Mitglied der SPD. Dort gehörte er mehreren Ortsvereinsvorständen an, 1998 wurde er Geschäftsführer des Unterbezirks Mülheim an der Ruhr, ab 2009 auch für Essen. Bei der Bundestagswahl 2013 kandidierte er erstmals für das Direktmandat im Wahlkreis Mülheim - Essen I. In der traditionellen Hochburg der SPD konnte er sich deutlich gegen Astrid Timmermann-Fechter (CDU) und andere Kandidaten durchsetzen und in den Bundestag einziehen.
Im 18. Deutschen Bundestag gehörte Klare für die SPD-Fraktion als ordentliches Mitglied dem Ausschuss für Verkehr und digitale Infrastruktur und dem Untersuchungsausschuss zum Abgasskandal an. Ferner war er stellvertretendes Mitglied des Ausschusses für die Angelegenheiten der Europäischen Union.
Bei der Wahl zum 19. Deutschen Bundestag bewarb sich Klare erneut um das Direktmandat Mülheim - Essen I. Ferner kandidierte er auf dem wenig aussichtsreichen Platz 55 der NRW-Landesliste seiner Partei. Am Wahltag am 24. September 2017 erhielt Klare 34,89 % der Erststimmen, womit er sich gegen seine erneute Hauptkonkurrentin, Astrid Timmermann-Fechter (CDU; 31,35 %), durchsetzen konnte und wieder in den Deutschen Bundestag gewählt wurde.
Im 19. Deutschen Bundestag ist Klare wieder ordentliches Mitglied des Verkehrs- und Digitalausschusses, ferner ist er stellvertretendes Mitglied des Ausschusses für Umwelt, Naturschutz und nukleare Sicherheit, des Parlamentarischen Beirats für nachhaltige Entwicklung und der Enquete-Kommission Künstliche Intelligenz, sowie dem 2. Untersuchungsausschuss.
Im November 2020 erklärte er den Verzicht auf eine erneute Kandidatur bei der Bundestagswahl 2021.